# التسلسل الزمني لجائحة فيروس كورونا

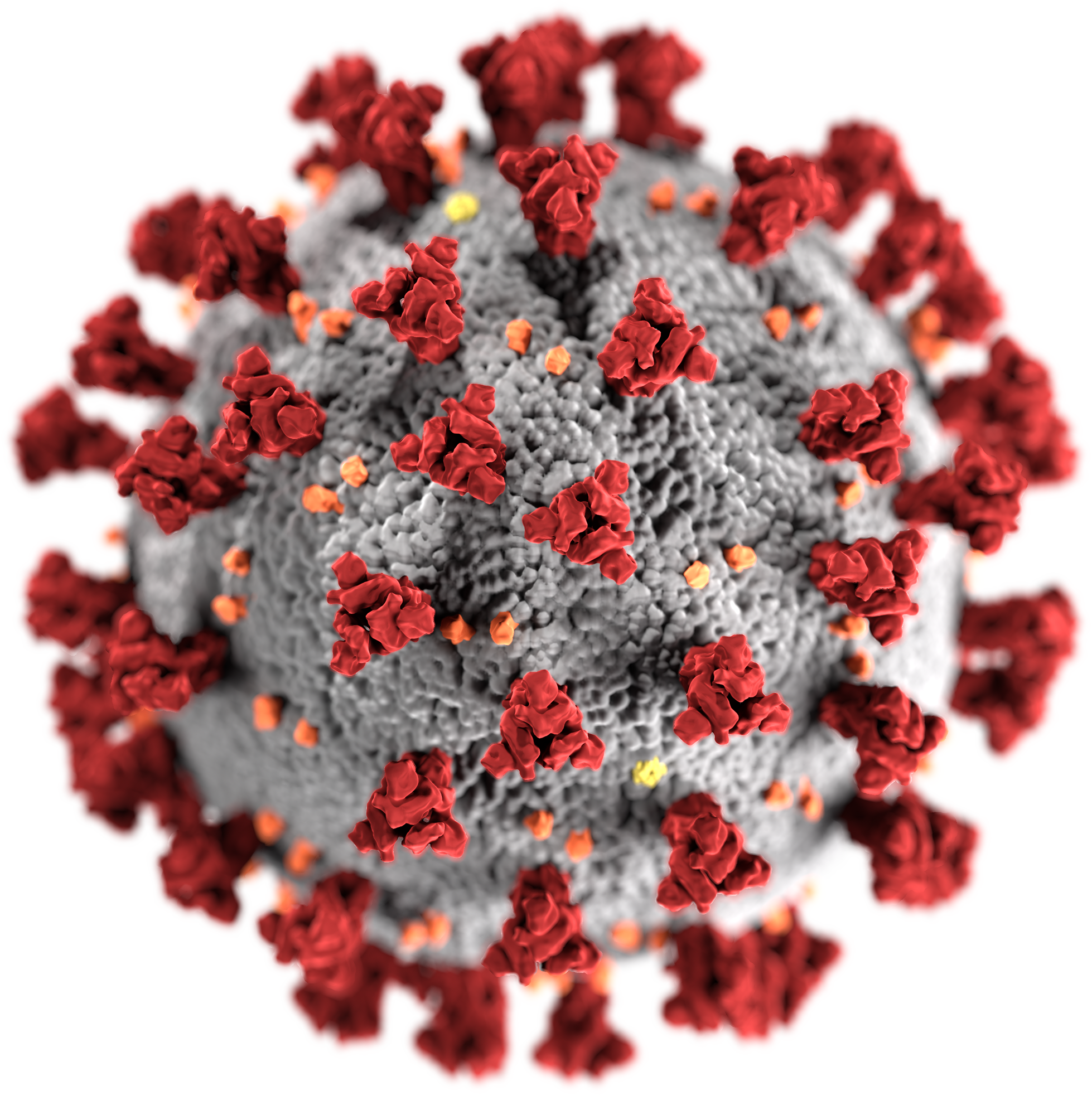
يكشف هذا الرسم التوضيحي، الذي تم إنشاؤه في مراكز مكافحة الأمراض والوقاية منها (CDC)، عن مورفولوجيا البنية التحتية التي تعرضها الفيروسات التاجية. لاحظ المسامير التي تزين السطح الخارجي للفيروس، والتي تضفي مظهر الهالة المحيطة بالفيريون، عند عرضها إلكترونياً.

تسرد هذه المقالة الصفحات التي تحتوي على التسلسل الزمني وعلم الأوبئة لـ فيروس كورونا 2 المرتبط بالمتلازمة التنفسية الحادة الشديدة، الفيروس المسؤول عن جائحة فيروس كورونا 2019-20 الذي نشأ في ووهان، الصين ، حسب الشهر وقد لا يشمل جميع الاستجابات والإجراءات الرئيسية حتى الآن. علاوة على ذلك، قد تصبح بعض التطورات معروفة أو مفهومة بالكامل فقط في وقت لاحق.

## الجدول الزمني حسب الشهر
- التسلسل الزمني جائحة فيروس كورونا 2019–20 من نوفمبر 2019 إلى يناير 2020
- التسلسل الزمني جائحة فيروس كورونا 2019–20 في فبراير 2020
- الخط الزمني لجائحة فيروس كورونا 2019-2020 في مارس 2020
- التسلسل الزمني جائحة فيروس كورونا 2019–20 في أبريل 2020

## إحصائيات الحالة

### الحالات في الصين القارية
- 2019-2020 بيانات جائحة فيروس كورونا / الحالات الطبية في الصين [الإنجليزية]
- 2019-2020 بيانات جائحة فيروس كورونا / الحالات الطبية في الصين حسب المقاطعة [الإنجليزية]

### الحالات الدولية
- الحالات الطبية الدولية [الإنجليزية]